# Hugh Roddin
Hugh Joseph Roddin (10. marts 1887 - 3. marts 1954) var en britisk bokser som deltog i OL 1908 i London.
Roddin vandt en bronzemedalje i boksning under OL 1908 i London. Han kom på en tredjeplads i vægtklassen, fjervægt.